# Bruno Méndez (balonmanista)
Bruno Valentín Méndez Suárez, más conocido como BRONCOS, (30 de octubre de 1994) es un jugador de balonmano uruguayo que juega de pívot en el Club Pontevedrés. Es internacional con la selección de balonmano de Uruguay.
Méndez formó parte de la selección uruguaya en el Campeonato Mundial de Balonmano Masculino de 2021, en el que su selección participaba por primera vez.

## Clubes
| Club             | País    | Año         |
| ---------------- | ------- | ----------- |
| Club Pontevedrés | Uruguay | 2013 - Act. |

## Palmarés

### Selección nacional

#### Campeonato Centro y Sudamericano
- Medalla de bronce en el Campeonato Sudamericano y Centroamericano de Balonmano Masculino de 2020[3]